# École supérieure des sciences de la communication et des médias
 (mai 2024).
L'École supérieure des sciences de la communication et des médias (ESSCOM) est une école publique des sciences de la communication et des médias située dans la ville de Niamey au Niger.

## Localisation et organisation

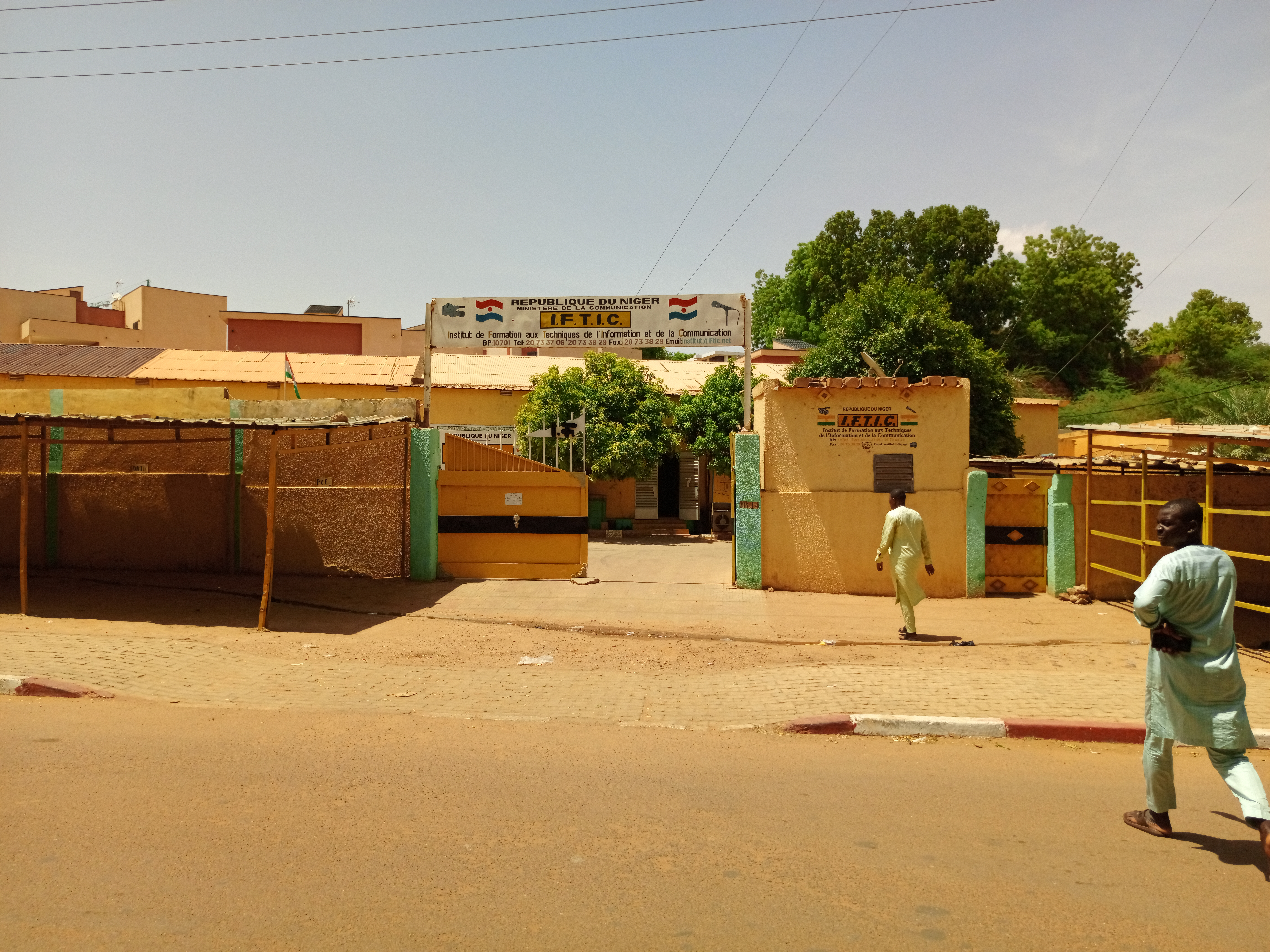
Entrée à l'université (2023)

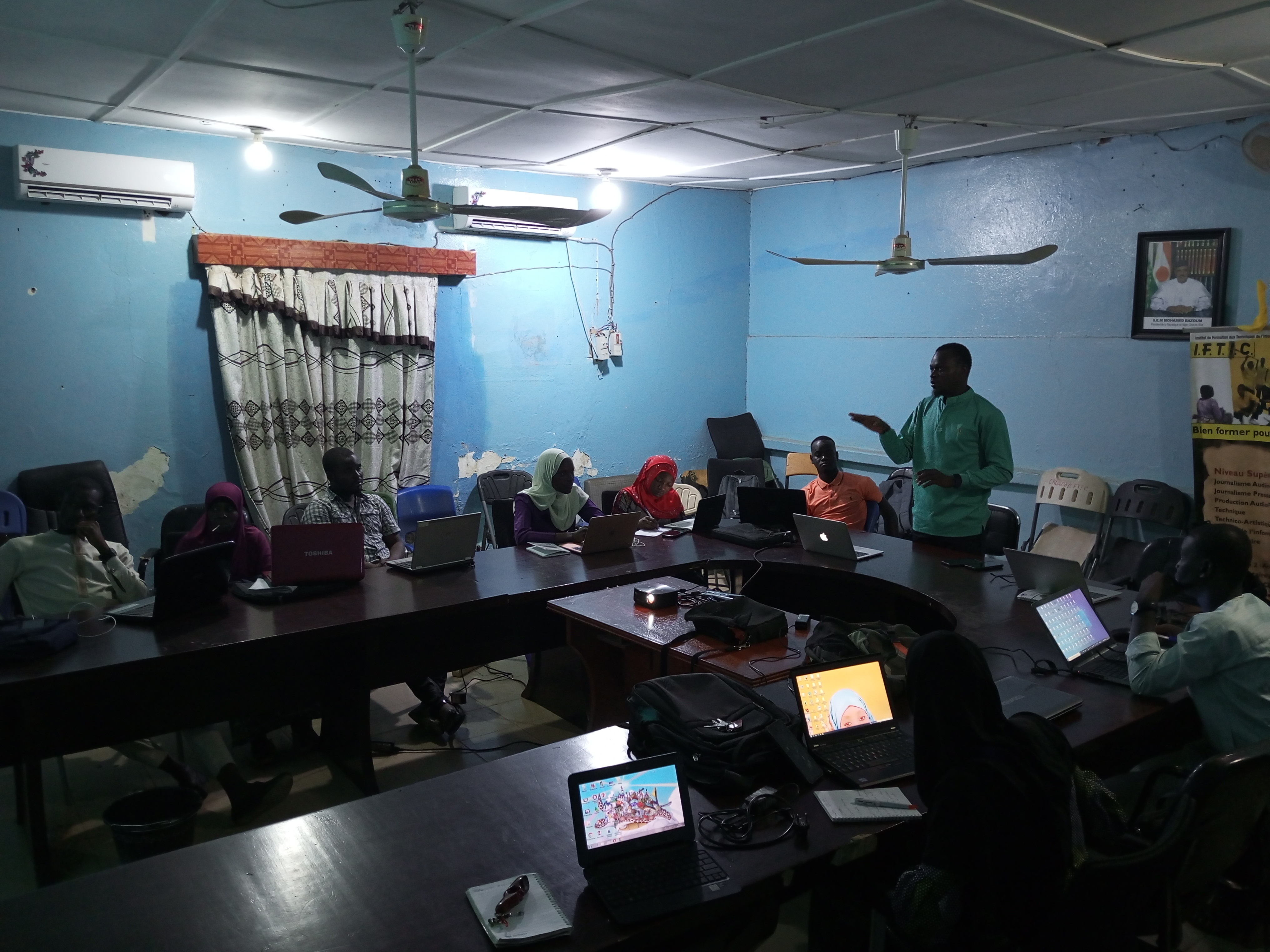
À l'intérieur de l'université (2023)

L'ESSCOM est située au quartier Corniche Yantala dans l'arrondissement de Niamey I non loin du fleuve Niger. Il y a deux grands amphithéâtres et plus de vingt salles de classe supplémentaires. La bibliothèque contient plus de 4 500 ouvrages individuels.
L'école est sous tutelle du ministère des Communications du Niger. Ses missions principales sont l'enseignement universitaire et la recherche dans les domaines de la communication et des médias. La formation peut être complétée par une licence, une maîtrise et un doctorat .

## Historique
Le centre de formation a été fondé le 8 décembre 1977 sous le nom Centre de Formation aux Techniques de l’Information (CFTI). C'était l'une des premières écoles de ce type en Afrique de l'Ouest et unique au Niger. La formation aux métiers des médias au CFTI s'est davantage orientée vers la télévision et la radio que vers la presse écrite à la fin des années 1980.
Le CFTI a été transformé en Institut de Formation aux Techniques de l’Information et de la Communication (IFTIC) le 8 décembre 1989. Les diplômes possibles à l'IFTIC sont une licence en journalisme audiovisuel et presse écrite, en production et réalisation, en sciences de la documentation (documentation et archives), en technologie et maintenance audiovisuelle et en technologie artistique (montage vidéo, captations d'images et de sons) ainsi qu'une master en communication pour le développement, en technologie de la documentation et en documentation de fabrication. En outre, des formations continues de courte durée sont proposées aux travailleurs. L'institut a conclu une collaboration avec l'Université Abdou Moumouni de Niamey. Abdoulaye Khamed a été directeur général de l'IFTIC de 2010 à 2017. Dans les années 2010, Aboubakari Kio Koudizé  et Sani Magori enseignaient à l'institut. Depuis sa création en 1977 jusqu'en 2022, environ 8 000 personnes y ont été formées aux différentes techniques de communication. Monsieur Adamou Rabiou est le Directeur de la formation et de la recherche .
L' École Supérieure des Sciences de la Communication et des Médias (ESSCOM) a émergé de l'IFTIC le 30 novembre 2022. En plus de  l'enseignement, la recherche était également ancrée. Par ailleurs, outre Licence et le master, le Doctorat a été introduit.

## Anciens élèves
- Grémah Boucar (* 1959), journaliste, entrepreneur des médias et homme politique
- Haoua Hambally (1960-2016), journaliste, entrepreneur médiatique et homme politique